# Nanna Foss
Nanna Thestrup Foss (født i 1985) er en dansk forfatter. Hun har læst BA i journalistik, Dansk sprog og Medier på Roskilde Universitet og er uddannet fra Forfatterskolen i Børnelitteratur i 2016.  Hun er inspireret af J.K.Rowling og John Green.
Nanna Foss er bedst kendt for fantasyserien Spektrum, der pt tæller 5 bind og som først udkom på Tellerup fra 2014-2019. I 2020 skiftede Nanna Foss forlag til Gyldendal som valgte at genudgive de fire første bind i en opdateret udgave. Gyldendal har senere udgivet femte bind i serien. 
Nanna Foss har optrådt i forfatterdokumentaren “60 uger til udgivelse” hvor hun og forfatter Boris Hansen dokumenterer deres proces med at skrive og udgive to nye bøger. Dokumentaren kørte fra 7. september 2019 til 20. maj 2021. 